# Bodotria laevigata
Bodotria laevigata är en kräftdjursart som beskrevs av Le Loeuff och Andre Intes 1977. Bodotria laevigata ingår i släktet Bodotria och familjen Bodotriidae. Inga underarter finns listade i Catalogue of Life.